# Fohnsdorf
Fohnsdorf è un comune austriaco di 7 767 abitanti nel distretto di Murtal, in Stiria.